# Deleonizm
Deleonizm lub marksizm-deleonizm – nurt marksizmu syndykalistycznego opracowany przez Daniela De Leona. De Leon był liderem pierwszej amerykańskiej partii politycznej o profilu socjalistycznym, Socjalistycznej Partii Pracy Ameryki (Socialist Labor Party of America). De Leon i Socjalistyczna Partia Pracy Ameryki łączyła teorie syndykalistyczne z marksizmem. Według zwolenników tendencji, przejawem walki klasowej jest działalność przemysłowych związków zawodowych. Same związki mają być według filozofii De Leona kluczem do zmian mających utworzyć społeczeństwo socjalistyczne. W ten sposób deleonizm różni się od nurtu anarchosyndykalistycznego, który odrzuca istnienie partii politycznej reprezentującej interes pracowników.

## Taktyka
Według teorii De Leona robotnicy przemysłowi w celu skutecznej organizacji muszą w zakładach pracy tworzyć jednocześnie związki zawodowe i socjalistyczne partie polityczne, reprezentujące ich żądania w sferze politycznej. Po uzyskaniu wystarczającego poparcia w wyborach, partia wspólnie ze związkami zawodowymi przejmuje kontrolę nad środkami produkcji.
Zwycięstwo w demokratycznych wyborach miałoby na celu realizacje programu reform obejmującego między innymi nacjonalizację fabryk, kopalń, farm i innych środków produkcji, władzę nad nimi miałyby sprawować rady robotnicze. Ruch anarchosyndykalistyczny i deleonizm różni się też w podejściu do strajku generalnego, deleoniści uważają tę formę strajku za przejęcie miejsca pracy przez pracowników jednak nie podzielają anarchosyndykalistycznej teorii jakoby strajk miałby być blokadą dla całej klasy rządzącej.
Rząd socjalistyczny miałby się składać z przedstawicieli wybranych z poziomu związków pracowniczych. Miejsca pracy miałyby być kontrolowane przez lokalnie wybierane komitety, mające na cele koordynację pracy oraz udział w krajowych radach reprezentujących ich branżę. De Leon zakładał więc reorganizację rządu krajowego nie ze względu na położenie geograficzne a zgodnie z branżami przemysłowymi.

## Deleonizm a inne nurty socjalizmu
Deleonizm znajduje się poza kręgiem leninowskiego wariantu komunizmu. Tezy deleonizmu i program Socjalistycznej Partii Pracy opracowane zostały na początku lat 90. XIX wieku, a więc przed pracą Lenina Co robić? (1902) która ugruntowała idee partii awangardowej. Zwolennicy nurtu są przeciwni systemowi dawnego Związku Radzieckiego oraz Chińskiej Republiki Ludowej, nie uważając państw komunistycznych za socjalistyczne, lecz za kapitalistyczne i biurokratyczne.
Silnie zdecentralizowany i demokratyczny charakter państwa jest przeciwstawny do centralizmu demokratycznego marksizmu-leninizmu, w którym deleoniści dostrzegają fundament dyktatorskiego charakteru ZSRR. Sukces planu reform według De Leona miał zależeć od poparcia społecznego, co było przeciwieństwem wielu koncepcji leninowskich głoszących że to partia awangardowa powinna prowadzić klasę robotniczą do przeprowadzenia rewolucji. Sam De Leon odnosił się jednak przeciwko reformizmowi socjaldemokracji.
Przez część lewicy partie polityczne działające na zasadach marksizmu-deleonizmu krytykowane są za rzekome doktrynerstwo i sekciarstwo. Pomimo odrzucania leninizmu i awangardy, deleonizm odrzuca również demokratyczny socjalizm i socjaldemokrację. Działacze Socjalistycznej Partii Pracy już w początkowym okresie działalności ugrupowania wdawali się w częste polemiki z przedstawicielami ruchów demokratyczno-socjalistycznych zwłaszcza Socjalistycznej Partii USA, uważając je za reformatorskie. Deleoniści tradycyjnie powstrzymują się od jakiejkolwiek działalności czy sojuszy mających na celu próby reformowania kapitalizmu, choć Socjalistyczna Partia Pracy była aktywna w czasie strajków i protestów społecznych, a działalność ruchu skupiała się na budowaniu organizacji związkowych.